# Saint-Pardoux-Isaac
 Saint-Pardoux-Isaac  là một xã ở tỉnh Lot-et-Garonne trong vùng Nouvelle-Aquitaine tây nam nước Pháp. Xã này nằm ở khu vực có độ cao trung bình mét trên mực nước biển.

## Dân số
| Năm | 1962 | 1968 | 1975  | 1982  | 1990  | 1999  | 2006  |
| --- | ---- | ---- | ----- | ----- | ----- | ----- | ----- |
| Dân số | 523  | 910  | 1 363 | 1 372 | 1 348 | 1 215 | 1 161 |
| From the year 1962 on: No double counting—residents of multiple communes (e.g. students and military personnel) are counted only once. |      |      |       |       |       |       |       |